# Rio Ardena
O rio Ardena, ribeiro de Bustelo ou ribeiro de Noninha nasce na freguesia de Alvarenga, lugar de Noninha, Distrito de Aveiro, vertente sul da serra de Montemuro. Tem um extensão de 13 km e na maior parte do seu curso atravessa a freguesia de Nespereira. Desagua no rio Paiva, na freguesia da Espiunca.
É um rio de pequeno curso de água em comprimento e largura, de águas frias, piscícola, com desníveis que alternam remansos e corredeiras, inserido numa bacia hidrográfica de formação granítica predominante. Amostras de suas águas demontraram que é de boa qualidade, boas condições ecológicas embora uma mini-hidroelética  diversifique as espécies de peixes entre o jusante e o montante da hidroelétrica.